# Chotum
Chotum (do 14 lutego 2002 Chotum Włościański) – wieś sołecka w Polsce, położona w województwie mazowieckim, w powiecie ciechanowskim, w gminie Ciechanów. W okolicy wyróżniano ponadto Chotum Szlachecki (wzdłuż drogi do Sulerzyża) oraz Chotum Baraki (dzisiaj Baraki Chotumskie).
| SIMC    | Nazwa     | Rodzaj    |
| ------- | --------- | --------- |
| 0112390 | Julianowo | część wsi |

W latach 1954–1972 wieś należała i była siedzibą władz gromady Chotum. W latach 1975–1998 wieś administracyjnie należała do województwa ciechanowskiego. 15 lutego 2002 nastąpiła zmiana nazwy z Chotum Włościański na Chotum.

## Kościół Matki Boskiej Częstochowskiej w Chotumiu
Drewniany, oszalowany kościółek powstał prawdopodobnie w 1644 jako kaplica dworska. Obecnie jest kościołem filialnym parafii świętego Mikołaja w Sulerzyżu. Nawa jest kwadratowa, prezbiterium prostokątne i zamknięte trójbocznie. Obydwie części kościoła zwieńczone są wieżyczkami. Dachy i sygnaturki pokryte gontem.
Wnętrze zdobi polichromia ornamentalna. W XVIII w. ołtarzu znajduje się pochodzący z tego samego okresu obraz Matki Bożej Częstochowskiej (zasłaniany obrazem Przemienienia Pańskiego). Niezwykłe jest to, że aby umieścić nastawę ołtarza trzeba było wyciąć część znajdującego się nad nią sklepienia. Cenne są ambona późnobarokowa z I połowy XVIII w. oraz granitowa kropielnica gotycka z przełomu XV i XVI w. Chór muzyczny wsparty na dwóch słupach.